# Above & Beyond
Above & Beyond es un reconocido y prestigioso trío británico de Productores, Músicos y DJ's de los géneros Trance, Progressive, Downtempo y Alternative formado en el año 2000 por Jonathan "Jono" Grant, Tony McGuinness y Paavo Siljamäki. El trio ha sido nominado a los premios Grammy dos veces y han adquirido un alto renombre mundial por sus destacadas producciones, conciertos acústicos y colaboraciones con varios vocalistas, además de ser reconocidos por celebridades por fuera de la escena de la música electrónica, como Madonna, Dido, Radiohead, Coldplay, Miguel Bosé, Ayumi Hamasaki y Britney Spears debido a sus colaboraciones y remixes oficiales.  
A su vez, cada uno de ellos trabaja en su propio proyecto individual. Paavo Siljamäki, produce música bajo sus iniciales P.O.S. Jono Grant, junto al productor Darren Tate, tienen su proyecto JODA. Y por último, Tony McGuinnes, presenta habitualmente en streamig su proyecto, Tony Deep Set Sessions.  
En conjunto, son dueños, en cuanto a música electrónica se refiere, de dos de las más importantes compañía discográfica: Anjunabeats y Anjunadeep. Además, cada semana brindan a sus seguidores su propio programa de radio y streaming, Group Therapy Radio, sucesor de Trance Around the World.  
Además de ser dueños de dos sellos discográficos, son dueños y organizadores de su propio festival, ABGT (Above and Beyond Group Therapy), el cual se lleva a cabo luego de 50 programas semanales ABGT en streaming. Este evento dura dos días y se realiza una vez al año, en emblemáticos estadios de distintas ciudades del mundo y es transmitido en vivo para que pueda ser visualizado por miles de espectadores. Por el espectáculo pasan grandes artistas de diversos géneros de música electrónica, como el trance, progressive, deep house, etc. Siendo ellos los Headliners del evento, cerrando la noche en su primer día.  
Fueron uno de los primeros artistas de música electrónica en presentarse en el mítico Madison Square Garden de New York (el recinto para eventos más prestioso del mundo), en el año 2014 con su ABGT100. 
Muchos de los DJs más conocidos, como Tiësto, Armin van Buuren, Ferry Corsten o Paul van Dyk utilizan o han utilizado sus producciones en sus sesiones. Actualmente ocupan, en el Top 100 DJ 2024 de la revista DJ Magazine, el puesto #53. Lograron alcanzar el puesto #4 en los años 2008 y 2009, quedando arriba de otros exponentes fuertes como David Guetta, deadmau5 y Swedish House Mafia. 
Debido a su trayectoria, reconocimiento y convocatoria, son considerados uno de los artistas de música electrónica más importantes a nivel mundial.

## Formación
Jono Grant y Paavo Siljamäki se conocieron en la Universidad de Westminster en el verano de 1999, con la publicación de su primer sencillo "Anjunabeats Volume One" fundaron el sello discográfico Anjunabeats. Este sencillo fue la primera grabación de Jono y Paavo. Su Original Mix, junto al "Tease dub Mix" tuvo bastante éxito en los discotecas y productores de la categoría de Pete Tong, Paul Oakenfold, Judge Jules y Paul van Dyk les mostraron su apoyo rápidamente. Above & Beyond terminó de formarse en el año 2000, cuando Tony McGuinness sugirió a Jon Grant y Paavo Siljamäki que le ayudaran a completar el remix del tema "Home" de Chakra para la Warner Music.
La página web de un entrenador emocional estadounidense dio nombre a Above & Beyond, ya que el creador de la página casualmente se llamaba Jono Grant. De hecho Jono tiene el póster colgado en su pared. El eslogan que usaba este entrenador emocional era "Above & Beyond", y cuando estaban buscando un nombre para el remix de Chakra, el eslogan salió del mismo póster. Aunque en aquel momento aún eran relativamente desconocidos, Rob Searle y Tilt escogieron el remix de "Home" de Chakra entre todos los remixes para ser la versión de la cara A, y después de que Pete Tong lo tocara, alcanzó el número 1 en las pistas de baile británicas.

## Primeras producciones
Muy pronto, algunos sellos discográficos de música trance mostraron su interés por Above & Beyond,  fueron solicitándoles nuevos remixes, como por ejemplo, "Ordinary World" de Aurora, "Everytime you need me" de Fragma, "The sound of goodbye" de Perpetuous Dreamer o "In the city" de Adamski. Con estos temas, Above & beyond se convirtieron en los líderes de las remezclas de vocal trance en el Reino Unido. La más famosa de ellas fue la de "What it feels like for a girl" de Madonna, quien quedó tan sorprendida con el resultado, que el vídeo musical de esta canción se rodó con la versión de Above & Beyond en lugar de la versión original del álbum.
Después vinieron los remixes de Delirium, Three Drives y la cantante de J-pop Ayumi Hamasaki.
En muy poco tiempo empezaron a colaborar con otros artistas, creando nuevos proyectos como "OceanLab", compuesto por Above & Beyond y Justine Suissa y colaboraciones con Andy Moor y los vocalistas Carrie skipper, Ashley Tomberlin, Zöe Johnston y Richard Bedford.
A finales de 2003 remezclaron el tema de Tomcraft "Loneliness" y "As the rush comes" de Motorcycle y volvieron a recibir un encargo de Madonna para remezclar la canción "Nobody knows me". Entre otras remezclas destacables se hallan también "Everytime" de Britney Spears, "Sand In My Shoes" de Dido y "Silence" de Delirium.

## Posteriores producciones
Los éxitos de Above & Beyond continuaron con el sencillo "No One Earth", interpretado por Zöe Johnston, que fue votada canción del Año 2004 en el programa de radio A State of Trance, que Armin Van Buuren produce cada semana.
A comienzos del año 2006 el trío publicó su primer disco, "Tri-State", que recibió una crítica de 5 estrellas por DJ Mag, revista británica dedicada a la música de baile. Para esta publicación, el álbum de Above & Beyond era «una mezcla de elegantes ritmos electrónicos, exuberantes texturas y letras con un toque anticuado, la consumación de todas las aspiraciones posibles en un disco de música de baile: nada de relleno, mucha calidad, variado. En una palabra: brillante».
Dicho álbum incluía los temas "Air for life", con Andy Moor, que ganó el premio a la mejor canción dance underground, en la Miami Winter Music Conference 2006, y fue canción del año 2005 según los votos de los oyentes de A State of Trance. "Alone Tonight", con Richard Bedford fue nominado al mejor tema progressive/house en los 22.º Premios de la Música Dance que tuvo lugar en la WMC de Miami en el año 2007. Alcanzó la 4.ª posición en la lista de sencillos de Finlandia, y la 5.ª posición en la UK Dance Chart. Por otro lado, el sencillo "Can't sleep" se incluyó en el episodio 280 de A State of Trance, penúltimo de año 2006, que recoge las 20 mejores canciones del año según los votos de los oyentes, ocupando la 3.ª posición. La 1.ª, y por tanto canción del año, fue otro tema de este trío británico "Good for me" con la voz y letra de Zöe Johnston.
En 2008, Above & Beyond fueron galardonados con el premio al mejor tema dance underground en los IDMA y en la WMC con el sencillo "Home".

## Trabajos como DJs
En el año 2002, el grupo empezó su carrera como DJs en Tokio ante 8.000 personas compartiendo cartel con Ferry Corsten y Tiësto. Aunque iniciaron su carrera como DJs algo más tarde que la de productores, hoy se consideran unos de los grandes cabezas de cartel y son frecuentes sus apariciones en algunos de los festivales y clubes más importantes del mundo, como el Creamfields, Ultra Music Festival, Tomorrowland, EDC y GodsKitchen Global Gathering en el Reino Unido y Amnesia en Ibiza (España). Más tarde en el año 2007, A&B tuvo la sesión con el público más extenso de su historia en la playa de Barra da Tijuca (Río de Janeiro), donde se dice que actuaron ante aproximadamente un millón de personas.
El año 2004 fue el de su debut como artistas en directo, que se llevó a cabo en Passion, y en el que recibieron el premio de la BBC Radio 1 al Essential Mix del año.
Ese mismo año, ingresaron en el top 100 de la revista DJ Magazine en el puesto 4. Desde el año 2008 al 2009 su posición en este ranking fue la 4.ª, y la 5.ª en 2010. Actualmente ocupan, en el Top 100 Dj Poll 2021 de la revista DJ Magazine, el puesto n.º 21.

## Discografía
El primer álbum de Above & Beyond, Tri-State se publicó en marzo del año 2006, junto con el sencillo "Alone Tonight". En él figuraban colaboraciones como las de Zöe Johnston, de Richard Bedford y Andy Moor, conocido por su trabajo con Tilt y por ser una de las mitades de la formación Leama & Moor. El primer sencillo del álbum, "Air of Life", se publicó en julio de 2005.
En julio de 2008 publicaron el álbum Sirens of the Sea, bajo el nombre artístico de OceanLab, uno de los proyectos de Above & Beyond. En julio de 2009 publicaron "Sirens of the sea Remixed", una remezcla del álbum "Sirens Of the Sea" del año anterior.
El segundo álbum como Above & Beyond se llamó Group Therapy y se publicó en junio de 2011. En él contaron con las voces de Richard Bedford para sencillos como "Thing Called Love" y "Sun and Moon" (alcanzando el número 71 en el Reino Unido) y de Zoë Johnston para "You Got To Go" y "Giving It Out" .
El 24 de enero de 2014 realizaron un concierto acústico en Porchester Hall del cual surgió un álbum de estudio "Acoustic" el 28 de enero de 2014, luego salió una versión especial en DVD. También salió una versión limitada en disco doble de vinilo el 17 de marzo de 2014.
El 19 de enero de 2015, se publicó su tercer álbum de trance, We Are All We Need. Posteriormente, en ese mismo año en la celebración del episodio 150 de Group Therapy Radio en Sídney, anuncian su nuevo álbum, Acoustic II, que sería una secuela directa de su proyecto anterior "Acoustic". Este álbum tendría canciones de "We Are All We Need" además de clásicos suyos reformateados a una versión acústica. Acoustic II se lanzó el 3 de junio del 2016.
El 26 de enero de 2018, el grupo lanza Common Ground, su cuarto álbum de Trance.

### Sencillos
| - 2002 "Far from in Love" (vocales de Kate Cameron) - 2004 "No One on Earth" (vocales de Zoë Johnston) - 2005 "Air for Life" (con Andy Moor) - 2006 "Alone Tonight" (vocales de Richard Bedford) - 2006 "Can't Sleep" (vocales de Ashley Tomberlin) - 2007 "Good For Me" (vocales de Zoë Johnston) - 2007 "Home"(vocales de Hannah Thomas) - 2009 "Anjunabeach" - 2010 "Anphonic" (con Kyau & Albert) - 2010 "Sun and Moon" (vocales de Richard Bedford) - 2010 "Thing Called Love" (vocales de Richard Bedford) - 2011 "You Got To Go" (vocales de Zoë Johnston) - 2011 "Sea Lo Que Sea Será" (vocales de Miguel Bosé) - 2011 "Formula Rossa" - 2011 "Every Little Beat" (vocales de Richard Bedford) - 2012 "Small Moments" - 2012 "Love Is Not Enough" (vocales de Zoë Johnston) - 2012 "On My Way To Heaven" (vocales de Richard Bedford) - 2012 "Alchemy" (vocales de Zoë Johnston) - 2012 "Tokyo" - 2012 "Black Room Boy" (vocales de Richard Bedford) - 2013 "Walter White" - 2013 "Mariana Trench" - 2014 "Hello" - 2014 "Sticky Fingers" (vocales de Alex Vargas) - 2014 "You Got To Believe" (vs. Arty) (vocales de Zoë Johnston) - 2014 "Blue Sky Action" (vocales de Alex Vargas) - 2014 "We're All We Need" (vocales de Zoë Johnston) - 2015 "All Over the World" (vocales de Alex Vargas) - 2015 "Peace Of Mind" (vocales de Zoë Johnston) - 2015 "Counting Down The Days (vocales de Gemma Hayes) - 2015 "Fly To New York" (vocales de Zoë Johnston) - 2016 "AI" - 2017 "Balearic Balls" - 2017 "1001" - 2017 "Surge" - 2017 "Alright Now" (vocales de Justine Suissa) - 2017 "Tightrope" (vocales de Marty Longstaff) - 2017 "My Own Hymn" (vocales de Zoë Johnston) - 2017 "Northern Soul" (vocales de Richard Bedford) - 2018 "Always" (vocales de Zoë Johnston) - 2018 "Cold Feet" (vocales de Justine Suissa) - 2018 "Red Rocks" - 2018 "Rocket Science" - 2018 "Happiness Amplified" (vocales de Richard Bedford) - 2018 "Long Way From Home" (con Spencer Brown) (vocales de RBBTS) - 2019 "Flying By Candlelight" (vocales de Marty Longstaff) - 2019 "Distorted Truth" - 2019 "Show Me Love" (con Armin van Buuren) - 2019 "There's Only You" (vocales de Zoë Johnston) - 2019 "See the End" (con Seven Lions y vocales de Opposite The Other) - 2019 "Anjunafamily" - 2019 "Hideaway" - 2019 "Waltz" - 2019 "Another Angel" - 2020 "Blue Monday" - 2020 "Reverie" (vocales de Zoë Johnston) - 2020 "Jam" - 2020 "Falling" - 2020 "I Saw Good" - 2020 "Diving out of Love" - 2020 "Crash" - 2021 "Almost Home" (vocales de Justine Suissa) - 2021 "Screwdriver" Como OceanLab (junto con Justine Suissa) Sencillos - 2001 "Clear Blue Water" - 2002 "Sky Falls Down" - 2003 "Beautiful Together" - 2004 "Satellite" - 2008 "Sirens of the Sea" - 2008 "Miracle" - 2008 "Breaking Ties" - 2009 "On A Good Day" - 2009 "Lonely Girl" - 2009 "Ashes" - 2016 "Another Chance" Remixes - 2001 Teaser - "When Love Breaks Down (OceanLab Remix)" - 2002 Ascension - "For a Lifetime (OceanLab Remix)" Como Tranquility Base - 2001 "Razorfish" - 2004 "Surrender" - 2005 "Getting Away" - 2007 "Oceanic" - 2008 "Buzz" - 2009 "Blizz" | Como Anjunabeats - 1999 "Volume One" Como Dirt Devils Sencillos - 2000 "Disco Fans" - 2000 "The Drill" - 2003 "Music Is Life" Remixes - 2000 Free State - "Different Ways (Dirt Devils Remix)" - 2000 The Croydon Dub Heads - "Your Lying (Dirt Devils Remix)" - 2001 Free State - "Release (Dirt Devils Rumpus Dub)" - 2001 Anjunabeats - "Volume One (Free State vs. Dirt Devils Remix)" - 2002 Modulation - "Darkstar (Dirt Devils Remix)" - 2002 Every Little Thing - "Face The Change (Dirt Devils vs. Above & Beyond Remix)" - 2002 Day After Tomorrow - "Faraway (Dirt Devils 12" Mix)" - 2002 Day After Tomorrow - "Faraway (Dirt Devils Inst)" - 2002 Matt Cassar presents Most Wanted - "Seven Days And One Week (Dirt Devils Mix)" - 2002 Future Breeze - "Temple Of Dreams (Dirt Devils Remix)" - 2003 Ayumi Hamasaki - "Voyage (Dirt Devils Remix)" Como Free State Sencillos - 2000 "Different Ways" - 2001 "Release" Remixes - 2000 4 Strings - "Day Time (Free State Vocal Mix)" - 2000 Icebreaker International - "Port of Yokohama (The Free State YFZ Mix)" - 2001 Anjunabeats - "Volume One (Free State vs. Dirt Devils Remix)" Como Rollerball - 2003 "Albinoni" Como Nitromethane - 2003 "Time to Die" Como Tongue Of God - 2001 "Tongue Of God" Como Zed-X - 2003 "The Storm" |

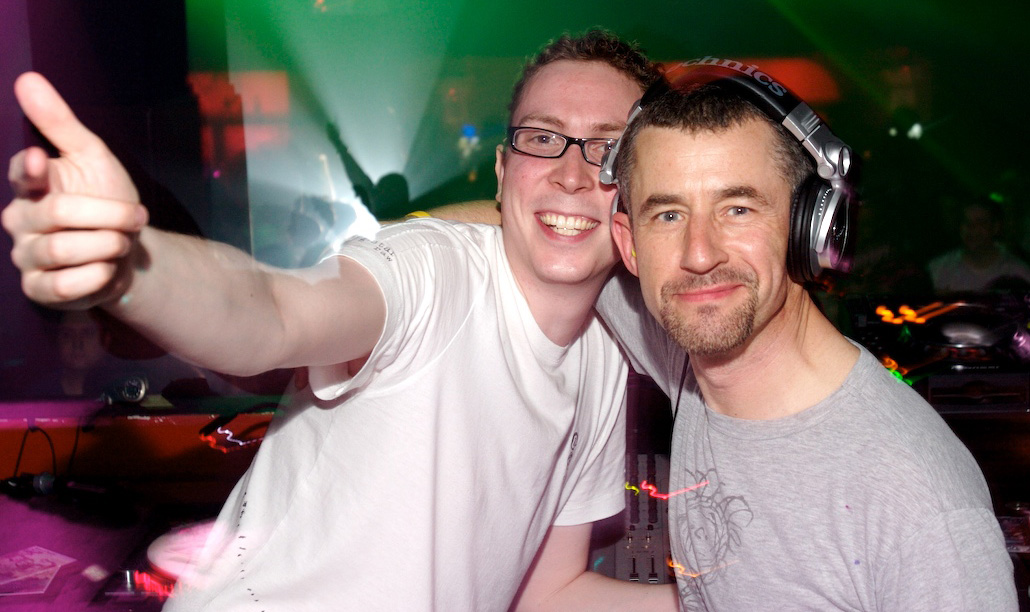
Paavo Siljamaki y Tony McGuinness en el Pacha club en Nueva York (junio de 2007).

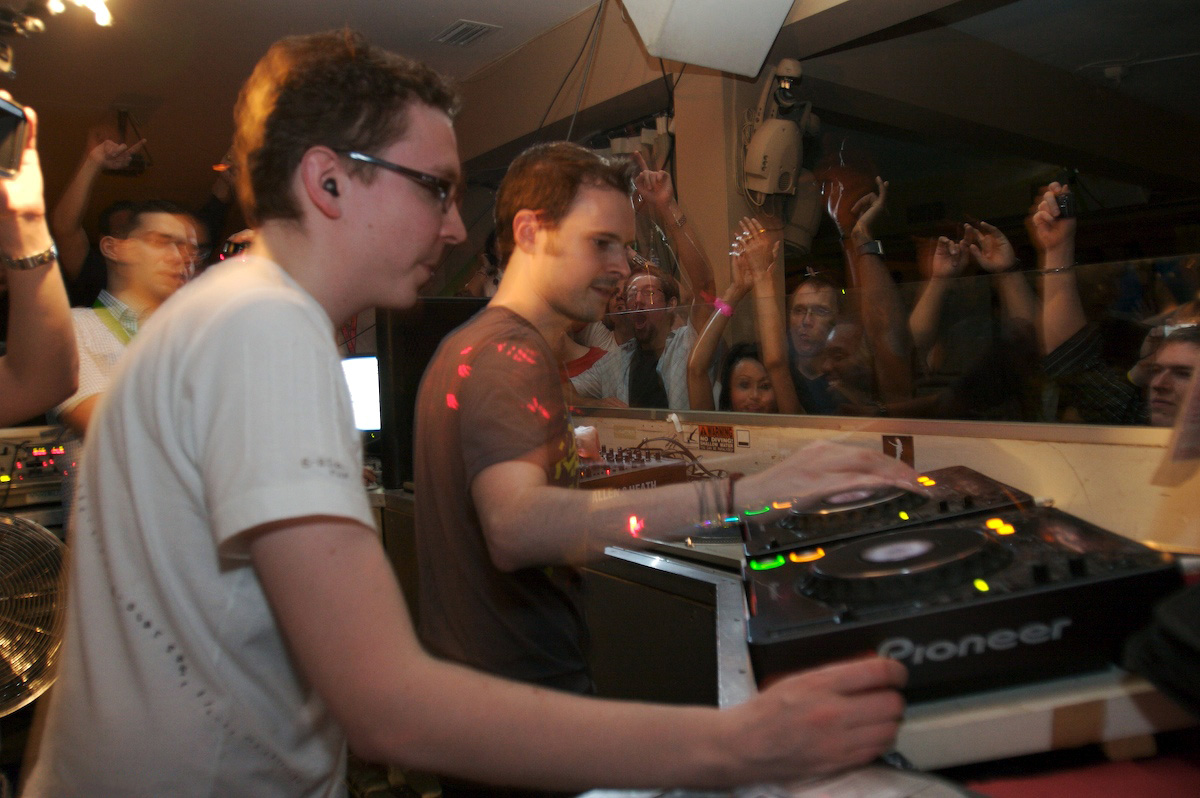
Paavo Siljamäki y Jono Grant en Miami, (2007).

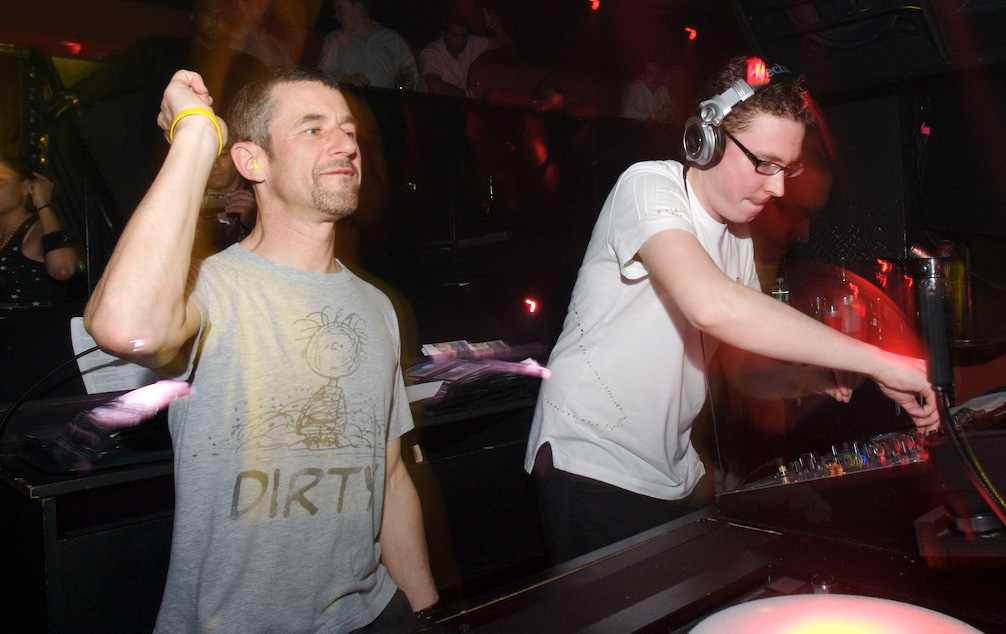
Tony McGuinness y Paavo Siljamaki en el Pacha club en Nueva York (junio de 2007).

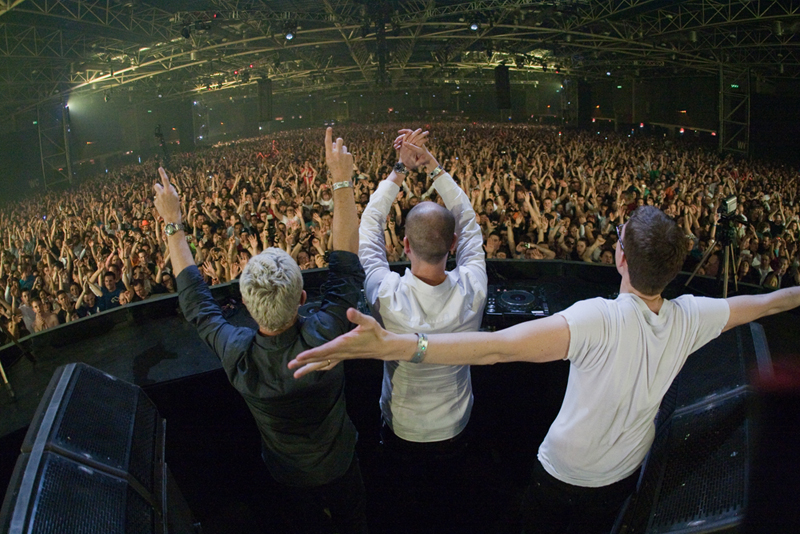
Above & Beyond en el Trance Energy 2010.

### Álbumes
Álbumes de estudio
- 2006: Tri-State
- 2008: Sirens of the Sea (como Above & Beyond presents OceanLab)
- 2011: Group Therapy
- 2014: Acoustic
- 2015: We Are All We Need
- 2016: Acoustic II
- 2018: Common Ground
- 2019: Flow State
- 2020: Flow State Meditations
- 2021: Flow State: Healing With Nature

Álbumes de remezclas
- 2007: Tri-State Remixed
- 2008: Tri-State Remix Edition
- 2009: Sirens of the Sea Remixed (como Above & Beyond presents OceanLab)

Compilaciones DJ
Anjunabeats Series
- 2003 "Anjunabeats Volume One"
- 2004 "Anjunabeats Volume Two"
- 2005 "Anjunabeats Volume Three"
- 2006 "Anjunabeats Volume Four"
- 2007 "Anjunabeats Volume Five"
- 2008 "Anjunabeats Volume Six"
- 2009 "Anjunabeats Volume 7"
- 2010 "Anjunabeats Volume 8"
- 2011 "Anjunabeats Volume 9"
- 2012 "Anjunabeats Volume 10"
- 2013 "Anjunabeats Volume 11"
- 2014 "Anjunabeats Volume 12"
- 2015 "Anjunabeats Volume 13"
- 2016 "Anjunabeats Volume 14"
- 2020 "Anjunabeats Volume 15"
- 2022 "Anjunabeats Volume 16"

Otras Compilaciones
- 2004 "Laser-Kissed Trance"(MixMag)
- 2008 "Anjunabeats 100 + From Goa To Rio"
- 2009 "Anjunadeep: 01"
- 2009 "Trance Nation Mixed by Above & Beyond" (Ministry Of Sound)
- 2010 "A|X Music Series Volume 15 Utopia" (Armani Exchange Music)
- 2011 "10 Years of Anjunabeats"
- 2011 "Cream Ibiza Sunrise" (MixMag)
- 2012 "Cream Ibiza" (New State Music)
- 2012 "United Colours Of Anjunabeats" (MixMag)

### Remixes
- 2000 Chakra – "Home (Above & Beyond Mix)"
- 2000 Aurora – "Ordinary World (Above & Beyond Remix)"
- 2000 Fragma – "Every Time You Need Me (Above & Beyond Remix)"
- 2000 Adamski – "In the City (Above & Beyond Mix)"
- 2001 OceanLab – "Clear Blue Water (Above and Beyond Progressive Mix)"
- 2001 Tranquility Base – "Razorfish (Above & Beyond Bangin Mix)"
- 2001 Armin van Buuren presents Perpetuous Dreamer – "The Sound of Goodbye (Above & Beyond Remix)"
- 2001 Anjunabeats – "Volume One (Above & Beyond Remix)"
- 2001 Ayumi Hamasaki – "M (Above & Beyond Vocal Dub Mix/Instrumental Mix/Typhoon Dub Mix/Vocal Mix)"
- 2001 The Mystery – "The Mystery (Above & Beyond Remix)"
- 2001 Three Drives on a Vinyl – "Sunset on Ibiza (Above & Beyond Remix)"
- 2001 Dario G – "Dream to Me (Above & Beyond Mix)"
- 2001 Delerium – "Underwater (Above & Beyond's 21st Century Mix)"
- 2001 Madonna – "What It Feels Like for a Girl (Above & Beyond 12" Club Mix / Radio Edit)"
- 2002 Vivian Green – "Emotional Rollercoaster (Above & Beyond Mix)"
- 2002 Catch – "Walk on Water (Baby U Can) (Above & Beyond Remix) / Instrumental Mix)"
- 2002 Every Little Thing – "Face The Change (Dirt Devils vs. Above & Beyond Remix)"
- 2002 Vivian Green – "Emotional Rollercoaster (Above & Beyond Mix)"
- 2003 Billie Ray Martin – "Honey (Above & Beyond Club Mix)"
- 2003 Rollerball – "Albinoni (Above & Beyond Remix)"
- 2003 Smith & Pledger vs. Matt Hardwick – "Day One (Above & Beyond's Big Room Mix)"
- 2003 Motorcycle – "As the Rush Comes (Above & Beyond's Dynaglide Mix)"
- 2003 DJ Tomcraft "Loneliness (Above & Beyond Remix)"
- 2003 Exile – "Your Eyes Only (Above & Beyond Mix)"
- 2003 Rusch And Murray – "Epic (Above & Beyond Remix)"
- 2003 Madonna – "Nobody Knows Me (Above & Beyond 12" Mix)"
- 2003 OceanLab – "Satellite (Original Above & Beyond Mix)"
- 2004 Abigail – Set Me Free (Above & Beyond Remix)
- 2004 Britney Spears – Everytime (Above & Beyond's Club Mix / Radio Edit)"
- 2004 Chakra – "I Am (Above & Beyond's Mix)"
- 2004 Dido – "Sand In My Shoes (Above & Beyond's UV Mix)"
- 2004 Delerium – "Silence (Above & Beyond's 21st Century Remix)"
- 2005 Ferry Corsten – "Holding On (Above & Beyond Remix)"
- 2006 Cara Dillon vs. 2Devine – "Black Is The Colour (Above & Beyond's Divine Intervention Remix)"
- 2007 Adam Nickey – "Never Gone (Above & Beyond Respray)"
- 2007 DT8 Project – "Destination (Above & Beyond Remix)"
- 2007 Purple Mood – "One Day in Tokyo (Above & Beyond Remix)"
- 2008 Radiohead – "Reckoner (Above & Beyond Remix)"
- 2008 OceanLab – "Sirens Of The Sea (Above & Beyond Club Mix)"
- 2008 Oceanlab – "Breaking Ties (Above & Beyonds Analog Heaven Mix)"
- 2008 Oceanlab – "Miracle (Above & Beyond Club Mix)"
- 2009 Dirty Vegas – "Tonight (Above & Beyond Remix)"
- 2010 Miguel Bosé – "Por Ti (Above & Beyond Remix)"
- 2011 Miguel Bosé – "Sea Lo Que Sea Será (Above & Beyond Album Mix)"
- 2012 Kaskade feat. Skylar Grey – "Room For Happiness (Above & Beyond Club Mix)
- 2013 Above & Beyond – Black Room Boy (Above & Beyond Club Mix)
- 2013 Ilan Bluestone & Jerome Isma-Ae – Under My Skin (Above & Beyond's 80s Revival Rework)
- 2013 New Order - Blue Monday (Above & Beyond Club Mix)
- 2014 Faithless – Salva Mea (Above & Beyond Remix)
- 2015 Jean-Michel Jarre & Tangerine Dream – Zero Gravity (Above & Beyond Remix)
- 2016 Moby - Porcelain (Above & Beyond Club Mix)
- 2016 Above & Beyond presents OceanLab - Another Chance (Above & Beyond Club Mix)
- 2019 Above & Beyond - Out Of Time (Above & Beyond Club Mix)
- 2019 Above & Beyond - Is It Love? (1001) (Above & Beyond Club Mix)
- 2019 Above & Beyond - Alone Tonight (Above & Beyond's Gorge Update)
- 2020 Fatum, Genix, Jaytech & Judah - We're All In This Together (Above & Beyond Respray)

## Ranking DJmag
| DJ             | 2004 | 2005 | 2006 | 2007 | 2008 | 2009 | 2010 | 2011 | 2012 | 2013 | 2014 | 2015 | 2016 | 2017 | 2018 | 2019 | 2020 | 2021 | 2022 | 2024 |
| -------------- | ---- | ---- | ---- | ---- | ---- | ---- | ---- | ---- | ---- | ---- | ---- | ---- | ---- | ---- | ---- | ---- | ---- | ---- | ---- | ---- |
| Above & Beyond | 39°  | 19°  | 9°   | 6°   | 4°   | 4°   | 5°   | 5°   | 8°   | 17°  | 25°  | 29°  | 47°  | 27°  | 51°  | 22°  | 19°  | 21°  | 30°  | 53°  |